# 't Pallieterke
't Pallieterke is een Belgische uitgeverij en een journalistiek en satirisch weekblad van Vlaamsgezinde en rechts-conservatieve strekking. Het "weekblad voor mensen met een goed hart en een slecht karakter" noemt zich niet partijpolitiek gebonden, non-conformistisch en heeft als motto "Wat niet lachend gezegd kan worden is de waarheid niet". Binnenlandse politiek is de hoofdmoot, maar er zijn ook rubrieken over buitenland, economie, boeken, televisie, film, muziek, kunst, theater, sport en regelmatig geschiedkundige dossiers. De laatste bladzijde van het weekblad bestaat steevast uit satire.

## Geschiedenis
In 1945 werd het blad opgericht in Antwerpen door Bruno de Winter, Karel Polderman en Charles Van Gool. De Winter was journalist bij Het Handelsblad alwaar hij een populaire rubriek ondertekende als "'t Pallieterke". Dit was een verwijzing naar het vooroorlogse tijdschrift Pallieter van Filip De Pillecyn, dat op zijn beurt was afgeleid van de figuur Pallieter uit de gelijknamige roman van Felix Timmermans.
De Winter schrok er niet voor terug om allerhande politici in hun hemd te zetten en nam geen blad voor de mond om wantoestanden aan te klagen. Zo durfde hij het aan om in volle repressie het op te nemen voor de repressieslachtoffers. Hoewel De Winter zich helemaal niet met collaboratie had ingelaten - hij was eerder anglofiel - hekelde hij de onrechtvaardigheden van de naoorlogse repressie en epuratie, daarbij nam hij patriottisme en het Belgisch verzet in de Tweede Wereldoorlog stevig op de korrel. Ook politieke schijnheiligheid, franskiljons, demagogie en communisme vonden bij hem geen genade. Stilistisch kon men het krantje omschrijven als een mengeling van ironie, satire en ernst.
Het licht anarchistisch katholiek flamingantisme evolueerde naar een meer uitgesproken rechts Vlaams-nationalisme, zeker na De Winters vroegtijdige dood in 1955 met Jan Nuyts als hoofdredacteur. Midden jaren zestig was er een oplage van 48.000 exemplaren. Eind jaren zeventig haakten vele abonnees af toen men zich radicaal tegen het toenmalige Egmontpact uitsprak. 
Het blad heeft geen officiële bindingen met politieke partijen of drukkingsgroepen maar is van Vlaamsgezinde aard, waardoor het sterk aanleunt bij Vlaams Belang en N-VA in zijn opinies. Zo schreef Karel Dillen, oprichter van het Vlaams Blok, jarenlang mee (soms onder een schuilnaam) en zijn zoon Koen Dillen was de auteur van de berichten uit Frankrijk. Ook Peter De Roover (N-VA) schreef geregeld voor het weekblad.
Karl Van Camp was hoofdredacteur sinds 2010 en sindsdien heeft het blad een oplage van 20.000 exemplaren. Eind 2016 kreeg 't Pallieterke er met SCEPTR een digitaal broertje bij dat zich op een jonger publiek richt. Op 10 februari 2021 ging SCEPTR op in weekblad 't Pallieterke in de vorm van PALNWS en later PAL. Het hoopt daarmee een "volwaardig alternatief te kunnen bieden voor de grote mediagroepen, die zich vrijwel exclusief richten op de politiek-correcte thema’s".
Voormalig Het Laatste Nieuws-redacteur Wim De Smet was een tijdlang hoofdredacteur. Hij werd opgevolgd door Pieter Van Berkel, die de functie iets langer dan een jaar bekleedde. Op 31 januari 2024 werd Stijn Derudder de nieuwe hoofdredacteur, om in november van datzelfde jaar de fakkel door te geven aan Wart Van Schel.

## Redactie
In het begin was 't Pallieterke voornamelijk een eenmansinitiatief, later had het blad een uitgebreide schare van medewerkers.
| Periode    | Hoofdredacteur    |
| ---------- | ----------------- |
| 1945-1955  | Bruno de Winter   |
| 1955-2000  | Jan Nuyts         |
| 2000-2010  | Leo Custers       |
| 2010-2021  | Karl Van Camp     |
| 2021       | Wim De Smet       |
| 2021-2023  | Pieter Van Berkel |
| 2024       | Stijn Derudder    |
| 2024-heden | Wart Van Schel    |

Enkele bekende namen die aan het tijdschrift meegewerkt hebben:
- Jef Anthierens
- Gerolf Annemans
- Paul Beliën
- Hendrik Carette
- Frans Crols
- Arthur De Bruyne
- Louis De Lentdecker
- Peter De Roover
- Jan D'Haese
- Karel Dillen
- Koen Dillen
- Jef Elbers
- Koenraad Elst
- Mark Grammens
- Jan Merckx
- Jan Neckers
- Marc Platel
- Dirk Rochtus
- Johan Sanctorum
- Pieter Jan Verstraete
- Gilbert Van Binst
- Stefan Everts
- Els Ampe

Voor de cartoons en karikaturen zorgden onder andere de tekenaars:
- Griet Blockx (Griet)
- Rik Blomme
- Jan de Backer (Jancart)
- Emiel De Bolle
- Eric De Rop
- Paul De Valck (Brasser)
- Cor Hoekstra (Cork)
- MadMan
- Bob Mau
- Hugo Leyers (Hug)
- Willy Mertens (Sinjoorke)
- André Nollet
- Jef Nys
- Frederik Pas (Fré)
- Leon van de Velde (Pirana)
- Armand Van Rompaey (Manten)
- Stef Van Stiphout
- Norbert van Yperzeele
- Erwin Vanmol